# Pontos de interrogação e de exclamação invertidos
¿ e ¡, o ponto de interrogação e o ponto de exclamação invertidos, são símbolos utilizados na grafia do castelhano, asturiano, e, às vezes, em catalão e galego, bem como também da língua waray-waray.

## História e uso
O ponto de interrogação invertido não foi adotado até muito depois da decisão da Real Academia Espanhola na segunda edição de La Ortografía de la Real Academia, em 1754, para recomendá-lo como o símbolo que indica o início de uma pergunta em castelhano escrito — por exemplo: ¿Cuántos años tienes?
A Real Academia também ordenou o mesmo sistema para exclamações, usando os símbolos ¡ e !. Em períodos mistos afirmativos ou interrogativos, de forma que só a oração que forma a pergunta é isolada com o ponto de interrogação invertido. Exemplo: Aunque no puedas ir con ellos, ¿quieres ir con nosotros? ("Ainda que não possa ir com eles, quer ir conosco?")
A adoção dessas novas regras foi lenta e há livros até do século XIX que não usam tais símbolos de abertura. Mas por fim, o uso se tornou padrão, mais possivelmente devido a sua praticidade, dado que a sintaxe do castelhano (ou espanhol) em muitos casos não ajuda o leitor a determinar quando uma frase em progressão é uma interrogação.

## Como fazer
- Windows
  - Alt + 0191(teclado em port) ou Alt + 168 ou Alt + ?(teclado em eng) para ¿
  - Alt + 0161(teclado em port) ou Alt + 173 ou Alt + !(teclado em eng) para ¡
- Linux
  - Alt Gr + shift + ? para ¿
  - Alt Gr + shift + ! para ¡
- Chromebook
  - Alt Gr + shift + '-' para ¿
  - Alt Gr + shift + ! para ¡
- MacOs
  - Option + shift + ? para ¿
  - Option + shift + ! para ¡

Deve-se digitar os números usando o teclado numérico para que funcione no Windows.